# Test di Schiller
Il test di Schiller si esegue durante la colposcopia, esame che permette la visione ingrandita della cervice uterina, parte più esterna del collo dell'utero.
La procedura consiste nell'applicare con un bastoncino, una soluzione iodio iodurata di Lugol sulla cervice uterina, che impregna solo l'epitelio pavimentoso normale.
In condizioni fisiologiche la cervice assume una colorazione marrone; in presenza di alterazioni, compare una colorazione diversa dal marrone sulla superficie; ovvero le cellule immature contengono glicogeno, che reagiscono con lo iodo.
In questo caso si esegue la biopsia delle zone iodonegative per accertare che si tratti di tumore, displasia benigna o tessuto cicatriziale.